# 协神乡
协神乡，是中华人民共和国河北省石家庄市新乐市下辖的一个乡镇级行政单位。

## 行政区划
协神乡下辖以下地区：
南协神村、笔头村、褚邱村、店上村、陆桥村、闵镇村、王村、北青同村、南青同村、太平庄村、周家庄村、西田村、安太庄村、朱家庄村、刘家庄村、贾庄村、西杨家庄村、牛家庄村和靳家庄村。